# Dan Reynolds
Daniel (Dan) Coulter Reynolds (Las Vegas (Nevada), 14 juli 1987) is een Amerikaanse singer-songwriter en producer, bekend als frontman van de poprockband Imagine Dragons.

## Biografie
Als zevende van negen kinderen werd Reynolds geboren op 14 juli 1987 in Las Vegas als zoon van Ronald en Christene Reynolds. Hij was twee jaar lang zendeling van de Kerk van Jezus Christus van de Heiligen der Laatste Dagen in Nebraska. 
Tijdens zijn studie aan de Brigham Young-universiteit begon Reynolds te spelen met Andrew Tolman en andere universitaire collega's, met wie hij de Imagine Dragons vormde. Na talloze bezettingswisselingen en verhuizing naar Las Vegas, de geboorteplaats van Reynolds, krijgen de Imagine Dragons hun definitieve vorm met gitarist Wayne Sermon, bassist Ben McKee en drummer Daniel Platzman, de laatste trad toe na zijn verhuizing naar Nevada.
In november 2011 tekende hij bij het Interscope Records label en begon hij samen te werken met producer Alex da Kid voor hun eerste album Night Visions, dat een opvallend internationaal succes behaalde. Ze blijven samenwerken met de Britse producer, Smoke + Mirrors, Evolve en Origins, allemaal zeer succesvolle albums.
Naast Imagine Dragons produceerde Reynolds muziek met zijn vrouw Aja via het onafhankelijke muziekproject: Egyptian, waarmee ze in 2011 slechts één EP uitbrachten. Hun nummer "Fade" werd opgenomen in de soundtrack van de film Answers to Nothing uit 2011.

### Privé
In 2010 werd Reynolds uitgenodigd om te zingen voor een Nico Vega-concert. Daar ontmoette hij de zangeres Aja Volkman, die later zijn vrouw werd in 2011. De twee kregen vier kinderen: Arrow Eve in 2012, de tweeling Gia James en Coco Rae Reynolds in 2017 en Valentine in 2019. In 2018 kondigde het echtpaar de scheiding aan en keerde vervolgens aan het einde van het jaar samen terug. Ze maakten in 2022 bekend definitief te gaan scheiden.
In 2018 kondigde hij aan dat hij lijdt aan spondylitis ankylopoetica, een zeldzame reumatische aandoening die op 20-jarige leeftijd werd vastgesteld en aan Colitis ulcerosa, chronische inflammatoire darmziekte, die op 21-jarige leeftijd werd vastgesteld. Reynolds is ook een LGBT-rechtenactivist.

## Discografie

### Albums
| Jaar | Titel                                           | Opmerkingen     |
| ---- | ----------------------------------------------- | --------------- |
| 2011 | Egyptian (EP)                                   | Egyptian        |
| 2012 | Night Visions                                   | Imagine Dragons |
| 2015 | Smoke + Mirrors                                 | Imagine Dragons |
| 2017 | Evolve                                          | Imagine Dragons |
| 2018 | Origins                                         | Imagine Dragons |
| 2021 | Mercury - Act 1                                 | Imagine Dragons |
| 2024 | LOOM                                            | Imagine Dragons |
| 2025 | Reflections (from the Vault of Smoke + Mirrors) | Imagine Dragons |

## Filmografie
| Jaar | Titel                     | Rol                 | Opmerkingen    |
| ---- | ------------------------- | ------------------- | -------------- |
| 2015 | Project Almanac           | Als Imagine Dragons |                |
| 2015 | A History of Rock         | Oudere Jack (stem)  |                |
| 2015 | The Muppets               | Als Imagine Dragons | Televisieserie |
| 2018 | Believer                  | Zichzelf            | Documentaire   |
| 2018 | Ralph Breaks the Internet | Zichzelf (stem)     |                |